# جون س. بابكوك
جون س. بابكوك (بالإنجليزية: John C. Babcock)‏ هو مجدف ومهندس معماري أمريكي، ولد في 6 سبتمبر 1836 في وارويك في الولايات المتحدة، وتوفي في 20 نوفمبر 1908 في واترلو في الولايات المتحدة.